# Завод «Фрегат»
Завод «Фрегат» — велике підприємство в місті Первомайськ Миколаївської області, що займається сільськогосподарським машинобудуванням, виробництвом устаткування для нафтогазового комплексу, а також випуском оцинкованих металоконструкцій.

## Історія підприємства і виробництва
Засноване в 1969 році як підприємство оборонної промисловості (будівництво суднових механізмів). Перша партія продукції з заводу — аксіально-поршневі насоси АПН-200. Одночасно йшла підготовка виробництва суднових лебідок, засобів механізації технологічних процесів і нестандартного обладнання для суднобудівної галузі. В 1972 році почалось виробництво самохідних дощувальних установок за ліцензією однієї з провідних компаній США. Їх випустили понад 33 тис. штук за 20 років. Серед суднового обладнання що випускались в цей час: лебідки електричні тралові, рульові пристрої, гідравлічні кранові устаноки вантажопідйомністю 63 т та ін.
З розпадом Радянського Союзу припинились загальнодержавні програми розвитку суднобудування та меліорації. Завод перепрофілювався в інші галузі: були спроектовані унікальні гідравлічні агрегати для обслуговування нафтових та газових свердловин.
Виробництво оцинкованих дорожніх огороджень почалося з пропозиції німецької фірми про постачання цих виробів в Німеччину. Перша партія відправлена в 1998 році.
В 2010 році завод почав модернізації на суму 32,2 млн грн. завдяки отирмання кредиту від Сбербанку..
В 2011 році завод підготував інвест-проект по виробництву секцій веж для вітроенергетичних установок (були проведені консультації з провідними виробника вітроенергетичних установок, такими як Siemens, Vestas та ін.). Перспективи пов'язані, в першу чергу, з планами декількох великих компаній зі створення в Очаківському та Березанському районах області великих вітроенергетичних станцій.

## Виробництво
На територію заводу заходить залізниця, яка діє, відстань до найближчої станції 2,5 км (ст. Орлик). Завод має автотранспортну розв'язку. Відстань від заводу до найближчих житлових будинків становить більше 1 км, що дозволяє розміщувати на заводі виробництво без істотних екологічних обмежень. На заводі працює понад 500 людей.

## Продукти
- Суднове машинобудування (насоси, лебідки, і т. д.)
- Машини і обладнання агропромислового (наприклад дощові (поливальні) машини, в тому числі власної розробки)[4], посівні апарати, дискові плуги, оприскувачі, млино-елеваторне обладнання), транспортного (гідравліка), будівельного (вежі мобільного зв'язку) комплексів
- Виробництво та здійснення будівельно-монтажних робіт по встановленню металевих оцинкованих дорожніх огороджень бар'єрного типу.
- Виробництво, оптова та роздрібна реалізація транспортних засобів (евакуаторні платформи на різні типи автомобілів; вантажні причепи до легкового автомобіля;)